# Yponomeuta pseudostrigillatus
Yponomeuta pseudostrigillatus is een vlinder uit de familie stippelmotten (Yponomeutidae). De wetenschappelijke naam van deze soort is voor het eerst geldig gepubliceerd in 1998 door Gershenson & Ulenberg.
De soort komt voor in het Afrotropisch gebied.